# Eugenio Nadal Gaya
Eugenio Nadal Gaya (Barcelona, 1917-íd., 10 de abril de 1944) fue un periodista y escritor español. Procedía de una familia de notables de Lérida, vinculada con el mundo de la prensa y la cultura, hermano del también periodista Santiago Nadal. El premio Nadal de literatura —instituido el mismo año de su muerte— tomó su nombre en homenaje a su persona.

## Biografía

### Juventud
Desde muy joven mostró una clara vocación por las humanidades que le llevó a cursar la carrera de Filosofía y Letras en la Universidad de Barcelona. Apasionado lector, su interés abarcó desde los clásicos grecolatinos hasta la generación del 98. Entre los años 1932 y 1935 fue redactor de Redacció. En esa época publicó, bajo el seudónimo de Ennio, «Catolicidad y patriotismo», en la revista Guion que tuvo una corta vida editorial. Tras la Guerra Civil —parte de la cual pasó en Francia, debido a la persecución de la que fue objeto— regresó a España. Se vinculó al grupo congregado en torno a la revista Destino, en el que convivió con autores como Teixidó, Masoliver, Pla o su hermano Santiago. Durante esta etapa publicó diversos artículos que versaban sobre Conrad, Miró y el análisis de la obra de Eugenio D’Ors. En 1940 se licenció en Filología Románica y ese mismo año fue profesor de Lengua y Literatura, en el Instituto Balmes, cuya cátedra ostentaba Guillermo Díaz-Plaja. Al año siguiente obtuvo por oposición —en la que quedó en segundo lugar—, la plaza de catedrático de Lengua y Literatura en Manresa.

### Vida literaria
Su actividad docente no le impidió continuar con sus estudios literarios, entre los que cabe destacar dos extensos ensayos sobre Gonzalo de Berceo y sobre el marqués de Santillana, publicados por la editorial Yunque en la colección «Poesía en la Mano». En 1943 publicó su principal obra, Ciudades de España, que fue concebida como una serie de artículos para la revista en la que trabajaba y que fue prologada por Juan Ramón Masoliver. 

### Muerte
Su vida se vio truncada por una grave enfermedad a corta edad. Tras su fallecimiento de manera prematura, su amigo Juan Ramón Masoliver escribió, en la edición de Destino del 15 de abril de 1944, el artículo «Donde el mar fiel duerme sobre mis tumbas», en el que elogió la serenidad y valentía con que Nadal se enfrentó a la enfermedad; se volvió a publicar el 15 de abril en esa misma revista, compartiendo página con el último artículo de Eugenio Nadal: «Leyenda dorada del Apóstol».

## Premio Nadal
Su muerte dejó un hueco en el equipo de Destino que hizo que, cuando nació la idea de crear un premio literario, Juan Teixidó sugiriera de inmediato el nombre de Eugenio Nadal para convertirlo en un duradero homenaje. El Premio Nadal se falló en sus primeras ediciones en el Café Suizo. 